# Dióssy Imre
Tótdiósi Dióssy Imre Vilmos Ádám Pál (Komáromcsehi, 1866. február 12. - Szentmihályúr, 1931. október 5.) földbirtokos, országgyűlési képviselő.

## Élete
Dióssy Pál és Lipovniczky Julianna fia. Felesége Pongrácz Hedvig, Kálmán nyitrai királyi közjegyző lánya volt. Fiaik ifj. Imre (1903-1962) főmérnök és Kálmán voltak.
1876-ban a pozsonyi evangélikus gimnázium tanulója volt. 1886-ban a Budapesti Királyi Magyar Tudomány-Egyetem jogi karán tanult.
Az érsekújvári járásnak volt főszolgabírója. 1911-től a Nyitrai kerület országgyűlési képviselője volt a Nemzeti Munkapárt színeiben. A Tisza István körül tömörülő ún. ifjúgárdához tartozott. IV. Károlyhoz császári és királyi kamarási méltóságért folyamodott.
Az Érsekújvári Ferences Gimnázium Ifjúsági Segélyegyletének alapító tagja volt. 1918-ban az Érsekújvári Áru- és Ingatlan Forgalmi Részvénytársaság alapító tagja volt. A csehszlovák földreform révén nagy vagyoni veszteség érte. Házkutatásokkal zaklatták, gyermekeit nem engedték Magyarországon tanulni, ezért német egyetemre jelentkeztek. A szentmihályúri földbirtokon fiai osztoztak, amiből 80 holdnyival kevesebben gazdálkodtak 1940-ben, mint a földreformot megelőzően.
Szentmihályúron temették el.